# Túnel d'Eupalí
El Túnel d'Eupalí o Aqüeducte Eupalinià (grec: Ευπαλίνιον όρυγμα, Efpalínion órigma) és un túnel de 1.036 m de llarg que es troba a l'illa de Samos (Grècia), construït al segle vi aC per servir com a aqüeducte. Aquest túnel és el segon que es coneix a la història que va ser excavat des de tots dos extrems (en grec amfístomon, αμφίστομον, que té dues entrades), i el primer amb un enfocament metòdic a fer-ho. El túnel d'Eupalí era també el túnel més llarg del seu temps. Avui és una popular atracció turística.
El túnel d'Eupalí va ser, juntament amb el Pitagorèon i l'Herèon de Samos, registrat dins la llista del Patrimoni de la Humanitat de la UNESCO l'any 1992.

## Dades històriques
Al segle VI aC, Samos estava governada pel famós tirà Polícrates.
Durant el seu govern, dos grups de treballadors sota la direcció de l'enginyer Eupalí de Mègara van cavar un túnel a través del mont Kastro per construir un aqüeducte per proveir l'antiga capital de Samos –a l'indret actualment anomenat Pithagório– amb aigua fresca. Això era d'una gran importància defensiva, ja que l'aqüeducte, com que corria per sota terra, no era fàcil de ser localitzat per un enemic que volgués tallar el proveïment d'aigua.
L'aqüeducte d'Eupalí va ser usat durant molt temps, com ho proven les troballes arqueològiques. Va ser descobert entre els anys 1882 i 1884 i actualment és obert al públic.

## El text de Heròdot
L'aqüeducte o túnel d'Eupalí és citat per Heròdot:
| «                                      | I, parlant de la gent de Samos, ells són qui van fer les tres obres més grandioses del món grec: en una muntanya d'uns 226 m d'alçada van obrir un túnel que comença a la falda i que presenta una boca a cada vessant. La longitud del túnel és de set estadis, mentre que la seva altura i la seva amplària tenen, respectivament, vuit peus. D'un extrem a un altre del túnel n'hi ha excavat, a més, un altre, de vint colzes de profunditat i tres peus d'amplària, a través del qual arriba fins a la ciutat, procedent d'una gran font, el subministrament d'aigua, que va canalitzada per uns conductes. L'enginyer d'aquest túnel va ser el megareu Eupalí, fill de Nàustrof. Aquesta és, en suma, una de les tres obres […] | » |
| — Heròdot, Històries d'Heròdot III.60. | |   |

## Tècniques topogràfiques
El mètode que va emprar Eupalí per fer que els dos grups es trobessin al mig de la muntanya està documentat per Hermann J. Kienast i altres investigadors. Amb una longitud de 1.036 metres, l'aqüeducte subterrani d'Eupalí és famós avui dia com una de les obres mestres de l'enginyeria de l'antiguitat.
Eupalí era conscient que els errors en el mesurament podien fer-li perdre el punt de trobada dels dos equips, horitzontalment o verticalment. Per tant, va emprar les següents tècniques:

### En el pla horitzontal
Des de dues línies paral·leles mai oposades, Eupalí va reconèixer que un error de més de dos metres horitzontalment (aproximadament la secció d'encreuament era d'1,8 per 1,8 m) li faria perdre el punt de trobada. Havent calculat la posició esperada, va canviar la direcció de tots dos túnels, com es mostra en la imatge (un a l'esquerra i l'altre a la dreta), perquè es pogués garantir un punt d'encreuament encara que tots dos túnels es trobessin prèviament paral·lels i allunyats.

### En el pla vertical
De manera similar, també hi havia la possibilitat de desviar-se en sentit vertical, tot i que els seus mesuraments eren bastant acurats; Kienast ens parla d'una diferència vertical en l'obertura dels túnels de només quatre centímetres. De tota manera, Eupalí no podia córrer riscos i va augmentar les possibilitats de trobada dels túnels incrementant l'altura de tots dos. Al túnel del nord va mantenir el sòl horitzontal i va incrementar l'altura del sostre, mentre que al túnel del sud va mantenir el sostre horitzontal i va incrementar-ne l'altura canviant el nivell del sòl. Les seves precaucions en aquest sentit van ser innecessàries, ja que els mesuraments indiquen que pràcticament no hi havia cap error de càlcul.

## Dades constructives

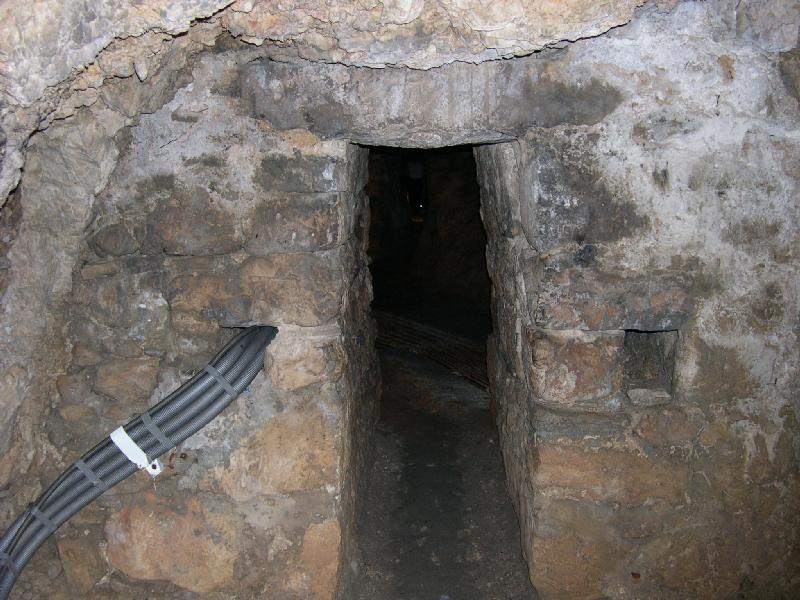
Entrada del Túnel d'Eupalí

Explorat completament durant els anys 70, l'aqüeducte portava l'aigua d'una font situada al vessant nord de l'Àmpelos: l'aigua es recollia en una gran cisterna i es feia passar per unes canonades de terracota, per les quals arribava al túnel.
El túnel travessava l'Àmpelos en una longitud de 1.045 m i estava compost de dues parts: un accés i una galeria inferior per la qual passava la canalització pròpiament dita.
El primer, d'1,90 m d'altura i 63 cm d'amplària, està excavat a la roca. Tan sols en alguns trams es va fer necessari un arranjament artificial amb grans blocs de pedra calcària i sostre a dues aigües. En el fons d'aquest passadís superior es van excavar una sèrie de pous, a partir dels quals es va procedir a l'obertura del canal, amb prou feines d'1,50 m d'altura, en el qual es trobava la conducció de terracota. La sortida del túnel es trobava a l'interior de la muralla i, des d'aquí, la conducció continuava fins a una o més fonts que encara no han estat localitzades.
A les parets del túnel superior s'havia pintat en caràcters arcaics la inscripció paràdeigma, que indicava el «model» que calia seguir durant els treballs. Al llarg de tota la galeria inferior corre una línia horitzontal que indicava el nivell exacte que havia de seguir-se en l'excavació. Així es va aconseguir un pendent bastant regular del 0,4 %. Cada 63 m hi ha un senyal vertical, que porta al costat un nombre i un nom, el del responsable de cadascun dels grups de treball.